# Villazanzo de Valderaduey (kommunhuvudort)
Villazanzo de Valderaduey är en kommunhuvudort i Spanien.   Den ligger i provinsen Provincia de León och regionen Kastilien och Leon, i den norra delen av landet, 260 km norr om huvudstaden Madrid. Villazanzo de Valderaduey ligger 915 meter över havet och antalet invånare är 657.
Terrängen runt Villazanzo de Valderaduey är lite kuperad. Runt Villazanzo de Valderaduey är det glesbefolkat, med 16 invånare per kvadratkilometer. Närmaste större samhälle är Saldaña, 18,8 km öster om Villazanzo de Valderaduey. Trakten runt Villazanzo de Valderaduey består till största delen av jordbruksmark.